# كارلوس مونيوث (مصارع رياضي)
كارلوس مونيوث (بالإسبانية: Carlos Muñoz) هو مصارع رياضي كولومبي، ولد في 3 أغسطس 1992 في لا سيخا في كولومبيا.

## وصلات خارجية
- كارلوس مونيوث على موقع قاعدة بيانات المصارعة الدولية (الإنجليزية)
- كارلوس مونيوث على موقع أوليمبيديا (الإنجليزية)